# Anthidium clypeodentatum
Anthidium clypeodentatum là một loài Hymenoptera trong họ Megachilidae. Loài này được Swenk mô tả khoa học năm 1914.